# Europapokal der Landesmeister 1987/88
Der Europapokal der Landesmeister 1987/88 war die 33. Auflage des Wettbewerbs. 32 Klubmannschaften nahmen teil, darunter 31 Landesmeister der vorangegangenen Saison und mit dem FC Porto der Titelverteidiger. Mit dem Finale im Neckarstadion in Stuttgart endete der Wettbewerb am 25. Mai 1988.
Die PSV Eindhoven hält mit diesem Titelgewinn die schlechteste Bilanz aller Gewinner, da sie vom Viertelfinale an kein einziges Spiel mehr gewinnen konnten und Viertel- und Halbfinale lediglich durch die Auswärtstorregel überstanden.
Nach der Katastrophe von Heysel 1985 waren englische Mannschaften für eine Teilnahme am Wettbewerb gesperrt und der englische Meister der Saison 1986/87 durfte nicht teilnehmen.

## Modus
Die Teilnehmer spielten im reinen Pokalmodus mit (bis auf das Finale) Hin- und Rückspielen um die Krone des europäischen Vereinsfußballs. Bei Torgleichstand zählte zunächst die größere Zahl der auswärts erzielten Tore; gab es auch hierbei einen Gleichstand, wurde das Rückspiel verlängert und ggf. anschließend ein Elfmeterschießen zur Entscheidung ausgetragen.

## 1. Runde
Die Hinspiele fanden am 16., die Rückspiele am 30. September 1987 statt.
|                    | Gesamt |                             | Hinspiel | Rückspiel |
| ------------------ | ------ | --------------------------- | -------- | --------- |
| SK Rapid Wien      | 7:0    | Ħamrun Spartans             | 6:0      | 1:0       |
| FC Porto           | 6:0    | Vardar Skopje               | 3:0      | 3:0       |
| Dynamo Kiew        | 1:2    | Glasgow Rangers             | 1:0      | 0:2       |
| Girondins Bordeaux | 4:0    | BFC Dynamo                  | 2:0      | 2:0       |
| Benfica Lissabon   | 7:0    | FK Partizani Tirana         | 4:0      | 03:0 1    |
| FC Bayern München  | 5:0    | ZFKA Sredez Sofia           | 4:0      | 1:0       |
| Steaua Bukarest    | 4:2    | MTK-Vörös Meteor Sport Klub | 4:0      | 0:2       |
| Malmö FF           | 1:2    | RSC Anderlecht              | 0:1      | 1:1       |
| Real Madrid        | 3:1    | SSC Neapel                  | 2:0      | 1:1       |
| Neuchâtel Xamax    | 6:2    | Kuusysi Lahti               | 5:0      | 1:2       |
| PSV Eindhoven      | 3:2    | Galatasaray Istanbul        | 3:0      | 0:2       |
| Fram Reykjavík     | 00:10  | Sparta Prag                 | 0:2      | 0:8       |
| Olympiakos Piräus  | 2:3    | Górnik Zabrze               | 1:1      | 1:2       |
| Shamrock Rovers    | 0:1    | Omonia Nikosia              | 0:1      | 0:0       |
| Aarhus GF          | 4:2    | Jeunesse Esch               | 4:1      | 0:1       |
| Lillestrøm SK      | 5:3    | Linfield FC                 | 1:1      | 4:2       |

## 2. Runde
Die Hinspiele fanden am 21. Oktober, die Rückspiele am 4. November 1987 statt.
|                 | Gesamt |                    | Hinspiel | Rückspiel |
| --------------- | ------ | ------------------ | -------- | --------- |
| Neuchâtel Xamax | 2:3    | FC Bayern München  | 2:1      | 0:2       |
| Real Madrid     | 4:2    | FC Porto           | 2:1      | 2:1       |
| Lillestrøm SK   | 0:1    | Girondins Bordeaux | 0:0      | 0:1       |
| Aarhus GF       | 0:1    | Benfica Lissabon   | 0:0      | 0:1       |
| Glasgow Rangers | 4:2    | Górnik Zabrze      | 3:1      | 1:1       |
| Sparta Prag     | 1:3    | RSC Anderlecht     | 1:2      | 0:1       |
| SK Rapid Wien   | 1:4    | PSV Eindhoven      | 1:2      | 0:2       |
| Steaua Bukarest | 5:1    | Omonia Nikosia     | 3:1      | 2:0       |

## Viertelfinale
Die Hinspiele fanden am 2., die Rückspiele am 16. März 1988 statt.
|                    | Gesamt    |                 | Hinspiel | Rückspiel |
| ------------------ | --------- | --------------- | -------- | --------- |
| Girondins Bordeaux | (a)1:1(a) | PSV Eindhoven   | 1:1      | 0:0       |
| Steaua Bukarest    | 3:2       | Glasgow Rangers | 2:0      | 1:2       |
| FC Bayern München  | 3:4       | Real Madrid     | 3:2      | 0:2       |
| Benfica Lissabon   | 2:1       | RSC Anderlecht  | 2:0      | 0:1       |

## Halbfinale
Die Hinspiele fanden am 6., die Rückspiele am 20. April 1988 statt.
|                 | Gesamt    |                  | Hinspiel | Rückspiel |
| --------------- | --------- | ---------------- | -------- | --------- |
| Real Madrid     | (a)1:1(a) | PSV Eindhoven    | 1:1      | 0:0       |
| Steaua Bukarest | 0:2       | Benfica Lissabon | 0:0      | 0:2       |

## Finale
| PSV Eindhoven                             | PSV Eindhoven | Benfica Lissabon | Benfica Lissabon |
| ----------------------------------------- | --- | --- | ---------------- |
| PSV Eindhoven                             | \| 25. Mai 1988 in Stuttgart (Neckarstadion) \| \| Ergebnis: 0:0 n. V., 6:5 i. E. \| \| Zuschauer: 70.000 \| \| Schiedsrichter: Luigi Agnolin ( Italien) \|                                                                | \| 25. Mai 1988 in Stuttgart (Neckarstadion) \| \| Ergebnis: 0:0 n. V., 6:5 i. E. \| \| Zuschauer: 70.000 \| \| Schiedsrichter: Luigi Agnolin ( Italien) \|                    | Benfica Lissabon |
| PSV Eindhoven                             | Hans van Breukelen – Eric Gerets , Ivan Nielsen, Ronald Koeman, Jan Heintze – Søren Lerby, Berry van Aerle, Gerald Vanenburg, Edward Linskens – Wim Kieft, Hans Gillhaus (105.+2’ Anton Janssen) Cheftrainer: Guus Hiddink | Silvino – António Veloso, Carlos Mozer, Dito, Álvaro – Elzo, António Pacheco, Shéu , Chiquinho – Mats Magnusson (111. Radouane Hajry), Rui Águas (57. Wando) Cheftrainer: Toni | Benfica Lissabon |
| PSV Eindhoven                             | Elfmeterschießen | | Benfica Lissabon |
| PSV Eindhoven                             | 1:0 Ronald Koeman 2:1 Wim Kieft 3:2 Ivan Nielsen 4:3 Gerald Vanenburg 5:4 Søren Lerby 6:5 Anton Janssen | 1:1 Elzo 2:2 Dito 3:3 Radouane Hajry 4:4 António Pacheco 5:5 Carlos Mozer van Breukelen hält gegen Veloso                                                                      | Benfica Lissabon |
| 25. Mai 1988 in Stuttgart (Neckarstadion) | | |                  |
| Ergebnis: 0:0 n. V., 6:5 i. E.            | | |                  |
| Zuschauer: 70.000                         | | |                  |
| Schiedsrichter: Luigi Agnolin ( Italien)  | | |                  |

## Beste Torschützen
| Rang | Spieler           | Klub               | Tore |
| ---- | ----------------- | ------------------ | ---- |
| 1    | Jean-Marc Ferreri | Girondins Bordeaux | 4    |
|      | Gheorghe Hagi     | Steaua Bukarest    | 4    |
|      | Michel            | Real Madrid        | 4    |
|      | Rabah Madjer      | FC Porto           | 4    |
|      | Petar Novák       | Sparta Prag        | 4    |
|      | Ally McCoist      | Glasgow Rangers    | 4    |
|      | Rui Águas         | Benfica Lissabon   | 4    |

## Eingesetzte Spieler PSV Eindhoven
| PSV Eindhoven | PSV Eindhoven |
| ------------- | --- |
| \|            | - Tor: Hans van Breukelen (9/-) - Abwehr: Berry van Aerle (9/1); Eric Gerets (9/-); Jan Heintze (9/-); Ronald Koeman (8/1); Ivan Nielsen (8/-); Adick Koot (7/1) - Mittelfeld: Søren Lerby (9/1); Gerald Vanenburg (9/-); Frank Arnesen (4/-); Willy van de Kerkhof (4/-); Edward Linskens (3/1); Anton Janssen (2/-) - Sturm: Wim Kieft (9/1); Hans Gillhaus (8/3); Hallvar Thoresen (1/-) - Trainer: Guus Hiddink |